# Casa Grego
La casa Grego, o casa Pilar Fontanet, és un edifici de Tortosa (Baix Ebre) protegit com a bé cultural d'interès local.

## Descripció

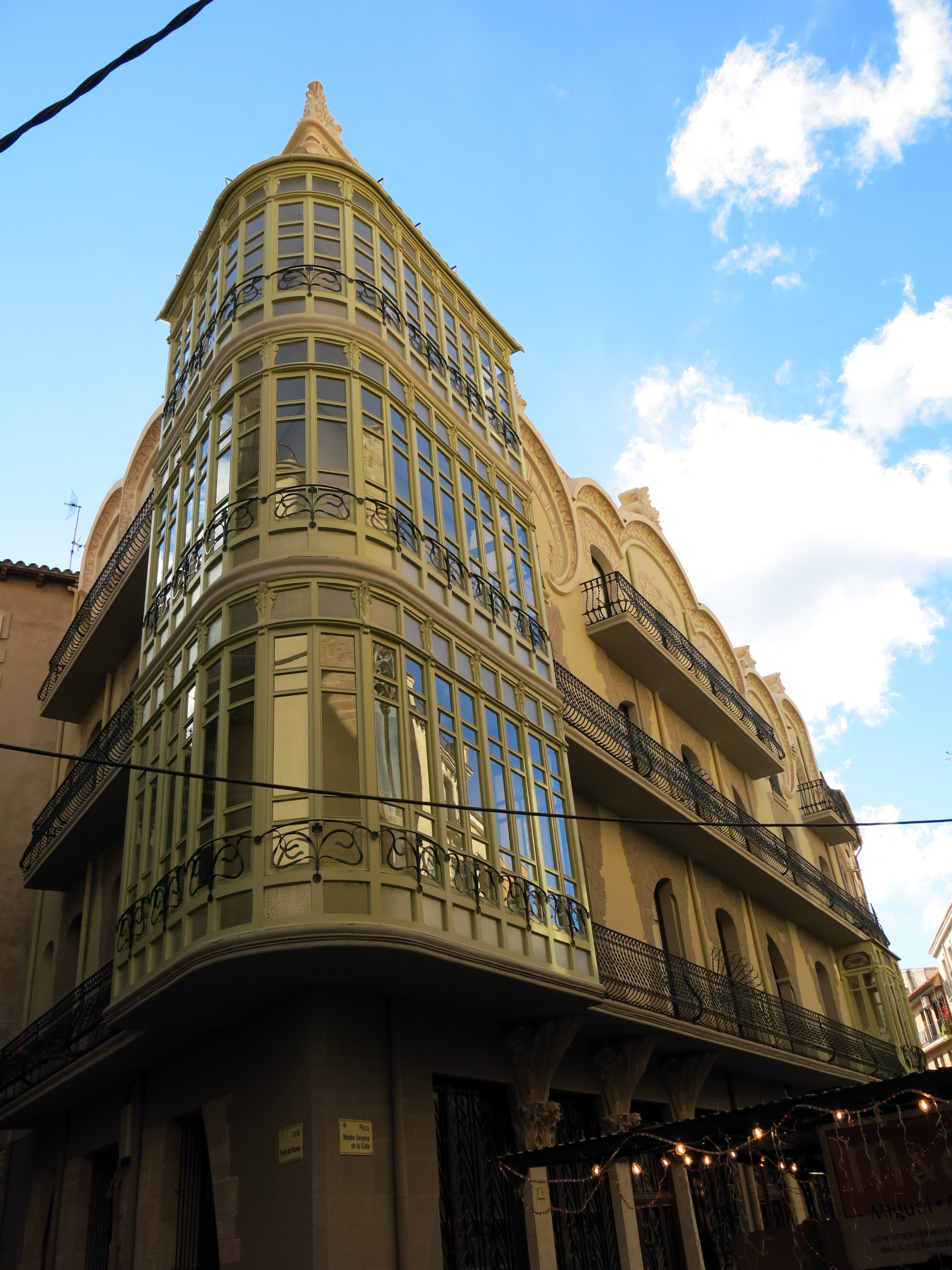
Detall de la tribuna a la cantonada del carrer del Portal del Romeu

És un edifici que mira a la plaça de la Cinta i al carrer del Portal del Romeu mitjançant dues façanes perpendiculars. Consta de planta i tres pisos, la primera de carreus de pedra i els altres arrebossats i amb esgrafiats decoratius.
La façana principal la centra la porta d'accés als habitatges, amb emmarcaments ovalats, i als laterals hi ha comerços. El primer i el segon pis són ocupats per una llarga balconada amb set obertures cadascuna. La del primer és sostinguda per mènsules decoratives grans i força exuberants que, partint de la planta, fan de capitell de les pilastres. L'acabament superior de la façana és fistonejat, amb plafons decoratius en forma de rocalla als punts més alts.
La decoració d'esgrafiats se centra en l'emmarcament de les finestres, en forma de temes vegetals i florals entrellaçats força naturalistes, que concorden amb les formes irregulars, però d'inspiració orgànica, als arcs de les primeres. El dinamisme de la línia corba té en tota la façana un paper força important.
A l'extrem que connecta amb el carrer de la Rosa hi ha un sector de tribuna al primer pis, mentre que l'angle amb el carrer del Portal del Romeu és ocupat per una tribuna a tots tres pisos. Tant les unes com les altres són de fusta i tenen vitralls decorats amb motius vegetals i florals.

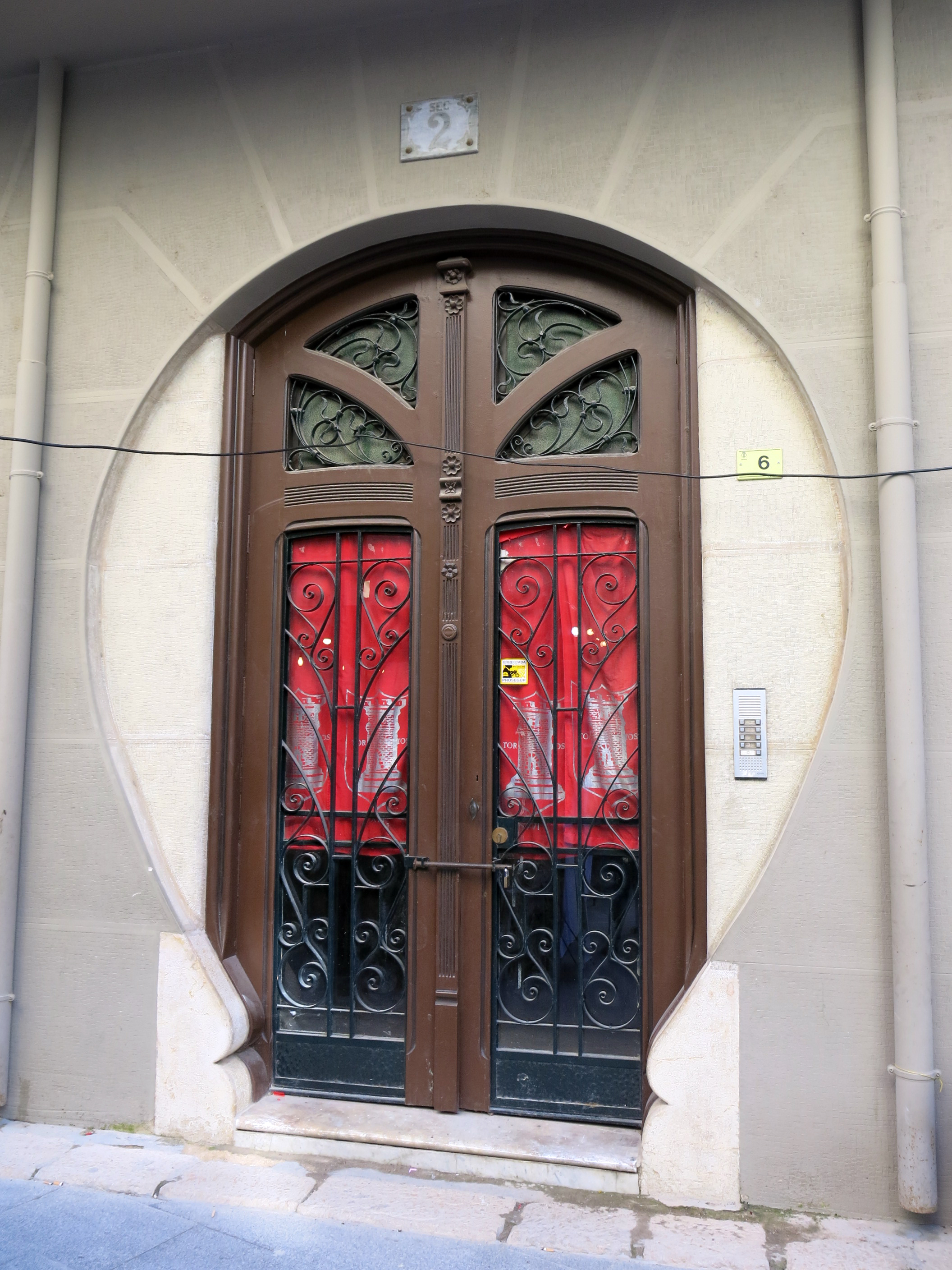
Portal d'entrada a l'edifici

## Història
Projectada per Pau Monguió, la casa es va edificar entre 1907 i 1908 dintre els cànons modernistes. Per aixecar-la es va enderrocar el palau medieval dels Tamarit.
Entre setembre de 2011 i febrer de 2012 la propietat encomanà els treballs de rehabilitació de la façana de l'edifici.